# Bechtelsville
Bechtelsville es un borough situado en el condado de Berks, Pensilvania, Estados Unidos. Tiene una población estimada, a mediados de 2023, de 874 habitantes.

## Geografía
La localidad está ubicada en las coordenadas 40°22′13″N 75°37′51″O / 40.37028, -75.63083 (40.370158, -75.630835).

## Demografía
Según la estimación 2018-2022 de la Oficina del Censo, los ingresos medios de los hogares de la localidad son de $89,107 y los ingresos medios de las familias son de $94,583. Alrededor del 10.9% de la población está por debajo de la línea de pobreza.